# Maniche
Nuno Ricardo de Oliveira Ribeiro OIH (Lisboa, 11 de novembro de 1977), mais conhecido como Maniche, é um ex-futebolista português que atuava como volante.
Típico volante "box-to-box" do futebol moderno, tinha como destaques a sua qualidade no passe, a visão de jogo e a capacidade de rematar de média e longa distância.
É irmão do também ex-futebolista Jorge Ribeiro. Seu nome é em homenagem ao ex-jogador dinamarquês Michael Manniche.

## Carreira
Maniche iniciou sua carreira no Benfica, passou pelo Alverca e viveu sua melhor fase no Porto, onde conquistou a Copa da UEFA de 2002–03, a Liga dos Campeões da UEFA de 2003–04, entre outros títulos. O volante ainda defenderia Dínamo de Moscou e Chelsea, chegando ao clube inglês emprestado pelo Dínamo.
Foi anunciado como novo reforço do Atlético de Madrid no dia 29 de agosto de 2006, assinando por três temporadas com os Colchoneros. Ficou sem espaço no clube espanhol em janeiro de 2008, e assim foi emprestado a Internazionale.
Maniche deixou o Atlético de Madrid em definitivo em maio de 2009, rescindindo mutuamente o contrato. Dois meses depois, em julho, foi anunciado como novo reforço do Colônia, da Bundesliga. O volante permaneceu na equipe alemã até maio de 2010, quando ficou livre no mercado.
O último clube de Maniche foi o Sporting, quando foi anunciado pelos Leões no dia 16 de junho. Em 2011, com a chegada do novo treinador, Maniche acabou sendo dispensado.

## Seleção Nacional
Pela Seleção Portuguesa, foi convocado por Luiz Felipe Scolari para a Euro 2004 e utilizou a camisa 18. O volante marcou dois tentos na competição, nas vitórias por 2 a 0 contra a Rússia e 2 a 1 contra a Holanda.
No dia 5 de julho de 2004, foi feito Oficial da Ordem do Infante D. Henrique.
Posteriormente fez parte da Seleção que conseguiu o quarto lugar na Copa do Mundo FIFA de 2006, realizada na Alemanha. Maniche fez parte da lista dos 10 jogadores mais valiosos da competição, fruto das excelentes exibições, coroadas com dois gols, contra México e Holanda.

## Títulos
Porto
- Primeira Liga: 2002–03 e 2003–04
- Taça de Portugal: 2002–03
- Supertaça Cândido de Oliveira: 2003
- Copa da UEFA: 2002–03
- Liga dos Campeões da UEFA: 2003–04
- Copa Intercontinental: 2004

Internazionale
- Serie A: 2007–08

### Prêmios individuais
- Equipe ideal da Eurocopa: 2004
- Melhor jogador da Copa Intercontinental: 2004
- Equipe do Ano da UEFA: 2004
- Seleção da Copa do Mundo FIFA: 2006